# Ptilocolepus villosus
Ptilocolepus villosus är en nattsländeart som beskrevs av Navás 1916. Ptilocolepus villosus ingår i släktet Ptilocolepus och familjen smånattsländor. Inga underarter finns listade i Catalogue of Life.